# Lucky Idahor
Lucky Issy Idahor est un footballeur nigérian, né le 30 août 1980 à Benin City. Il évolue au poste d'attaquant.

## Palmarès
- Dynamo Kiev
  - Vainqueur du Championnat d'Ukraine en 2003.
  - Vainqueur de la Coupe d'Ukraine en 2003.

- Tavria Simferopol
  - Vainqueur de la Coupe d'Ukraine en 2010.